# تيلوريد الغاليوم الثنائي
 تيلوريد الغاليوم الثنائي تلوريد له الصيغة GaTe ، ويكون على شكل كتل سوداء.